# Nadine Lüchinger
Nadine Lüchinger (* 1978) ist eine Schweizer Filmproduzentin.

## Leben
Nadine Lüchinger schloss 2010 ihr Studium der Ethnologie, Wirtschafts- und Politikwissenschaften an der Universität Zürich mit dem Schwerpunkt Visuelle Anthropologie ab. Während ihrer Feldforschung in Argentinien produzierte, inszenierte und schnitt sie den Dokumentarfilm LIFE IN BUBBLES, der an internationalen Festivals gezeigt wurde und zwei Preise gewann. Ab 2010 arbeitete sie für verschiedene Schweizer Produktionsfirmen, bevor sie 2014 Produzentin bei der Filmgerberei wurde, wo sie die Abteilung für Spiel- und Dokumentarfilme aufbaute und mehrere prämierte Filme und eine Webserie produzierte.
Im Jahr 2022 wurde sie mit dem Kurzfilm Ala Kachuu – Take and Run von Maria Brendle für einen Oscar nominiert. Im gleichen Jahr wurde sie in die Academy of Motion Picture Arts and Sciences (AMPAS) berufen, die alljährlich die Oscars vergibt. Seit 2023 ist sie zudem Mitglied der European Film Academy. Ihr erster Dokumentarfilm Alles über Martin Suter. Ausser die Wahrheit von André Schäfer, wurde 2022 beim Film Festival Locarno auf der Piazza Grande uraufgeführt. Ein Jahr später feierte Immortals von Maja Tschumi am CPH:DOX im internationalen Wettbewerb die Weltpremiere und holte an den 60. Solothurner Filmtagen den Prix de Soleure und damit den höchstdotierten Preis der Schweiz. 2023 gewann der Kurzfilm Unser Kind von Samuel Flückiger den Best of Fest bei LA Shorts, womit sie sich erneut für die Academy Awards qualifizierte.

## Filmografie (Auswahl)
- 2009: Leben in Seifenblasen von Nadine Lüchinger
- 2015: Der Gehörnte von Tillo Spreng
- 2016: Doug & Walter von Samuel Morris[3]
- 2016: Puppenspiel von Ares Ceylan[4]
- 2019: Existe! von Luca Zuberbühler
- 2019: Regimes von Maja Tschumi[5]
- 2020: Ala Kachuu – Take and Run von Maria Brendle[6]
- 2020: Metta da Fein von Urs Berlinger & Carlo Beer[7]
- 2022: Alles über Martin Suter. Ausser die Wahrheit von André Schäfer[8]
- 2022: There is no End to This Story von Cosima Frei, Duc Ngo Ngoc (2022)
- 2023: Immortals von Maja Tschumi[9] (2023)
- 2023: Unser Kind von Samuel Flückiger[10]
- 2030: 8 bis 18 – ein Familienalbum von Cosima Frei

## Auszeichnung
| List of awards and nominations | List of awards and nominations | List of awards and nominations | List of awards and nominations | List of awards and nominations | List of awards and nominations |
| Auszeichnungen                 | Datum                          | Kategorie                      | Film                           | Resultat                       | Nachweise                      |
| ------------------------------ | ------------------------------ | ------------------------------ | ------------------------------ | ------------------------------ | ------------------------------ |
| Oscar                          | Oscarverleihung 2022           | Bester Kurzfilm                | Ala Kachuu – Take and Run      | Nominiert                      | [ 11 ]                         |